# 仁忠路
仁忠路（Renzhong Rd.）為高雄市仁武區的南北向道路，起端為仁雄路，末端銜接仁勇路。是往來仁武區、三民區的重要道路。

## 行經行政區域
- 仁武區

## 沿線設施
（由北至南）
- 屈臣氏仁忠門市
- 高雄市仁武區登發國小
- 全國電子仁武門市
- 萊爾富高縣仁忠店
- 中華郵政仁武仁雄郵局

## 相關連結
- 高雄市主要道路列表